# West Australasian Media Network
West Australasian Media Network（縮寫：WAMN），是一間總部位處珀斯的網絡媒體，由前香港天樂媒體位於澳洲的英文新聞部獨立而成，後者分家後於2013年初成立WAMN。現時主要針對澳洲及西澳洲製作新聞節目，並間中轉播本地運動賽事。

## 歷史
WAMN的前身為香港天樂媒體於澳洲設立的英文新聞部，曾接受澳洲廣播公司訪問及將節目於珀斯市中心Northbridge Piazza的戶外大電視播放。。其後於2013年1月19日因意見分歧而宣布獨立，並組成WAMN延續以往製作。現時屬下分別擁有WAMN News及WAMN Sport，定期透過網上平台提供多媒體新聞及體育節目。
在2015年1月26日澳洲國慶日 (Australia Day), 總編輯梁恩霖被西澳洲政府及珀斯市政府授予2015年度最佳年輕公民獎，新聞工作被社會承認。

## 總部
WAMN的前身香港天樂英文新聞部於2013年前借用當地大學所提供的廠房。自WAMN啟播後於珀斯租用辦公室設錄影廠，並成為新聞部編採所在地。

## 電視頻道
| 頻道名稱   | 頻道內容                                                                          | 廣播類型 | 啟播日期      | 同類頻道             |  |
| WAMN News  | 英語及粵語新聞頻道，報道澳洲及香港本地新聞，間中會訪問澳洲當地議員及政治人物      | 錄播     | 2013年1月20日 | DHK News環球新聞頻道 |  |
| WAMN Sport | 英語體育頻道，轉播本地運動賽事，包括獨家轉播SG Ball Cup賽事，並會報道國際體壇消息 | 錄播     | 2013年2月20日 | PBL SportsVision     |  |

## 其他服務

### WAMN Radio
電台服務，提供聲音廣播，並可於iTunes重溫。

### WAMN網站
除原有新聞及體育資訊外，同時提供潮流時裝、食評、科技及生活資訊。

### the factory
WAMN旗下子品牌，是一個提供潮流及藝術新聞的資訊網站，並作為其延伸服務，惟現時已暫停更新。

## 節目
- Evening News(晚間新聞)
- Western Perspective (西澳時事)
- 粵語新聞(Cantonese News)
- 轉播國家超級聯賽西澳洲賽事
- 轉播All Flag State League [5]
- 轉播SG Ball Cup

## 現職員工

### 總編輯
- 梁恩霖(Ivan Leung) (創辦人兼負責人)

### 資深主播
- Danielle Staniskov
- Taylah Hanna (代主播, 助理編輯)

### 記者(英語新聞組)
- Nelson Liu (助理編導, 高級記者, 時事組)
- Helene Fung (高級記者)
- Taylah Hanna (記者)
- Andrew Fewster (記者)
- Blake Danilzack (駐堪培拉)
- Darren McErlain (駐悉尼)